# Route nationale 3a
Pour les articles homonymes, voir Route 3A.
La route nationale 3A, ou RN 3A, était une route nationale française reliant Saint-Avold à Creutzwald et Sarrelouis. Elle a été créée par décret du 21 mai 1957 (ancienne section du CD 22).
La réforme de la numérotation des routes nationales a conduit à la renumérotation des embranchements. La RN 3A a alors été renumérotée en RN 33. Le décret du 5 décembre 2005 prévoit son maintien dans le réseau routier national, hormis la liaison entre A 4 et Saint-Avold (4 km).

## Tracé de Saint-Avold à Sarrelouis
Les communes traversées étaient :
- Saint-Avold
- Carling
- Creutzwald
- Überherrn  Allemagne L 167